# 莱茵贝克
莱茵贝克（英語：Rhinebeck）是位于美国纽约州达奇斯县的一个镇，地处达奇斯县西北部。2010年美国人口普查时，该镇有7548人。其面积为39.7平方英里。9号美国国道经过此镇。
莱茵贝克镇还是达奇斯县博览会的举办地。